# Dieter K. Tscheulin

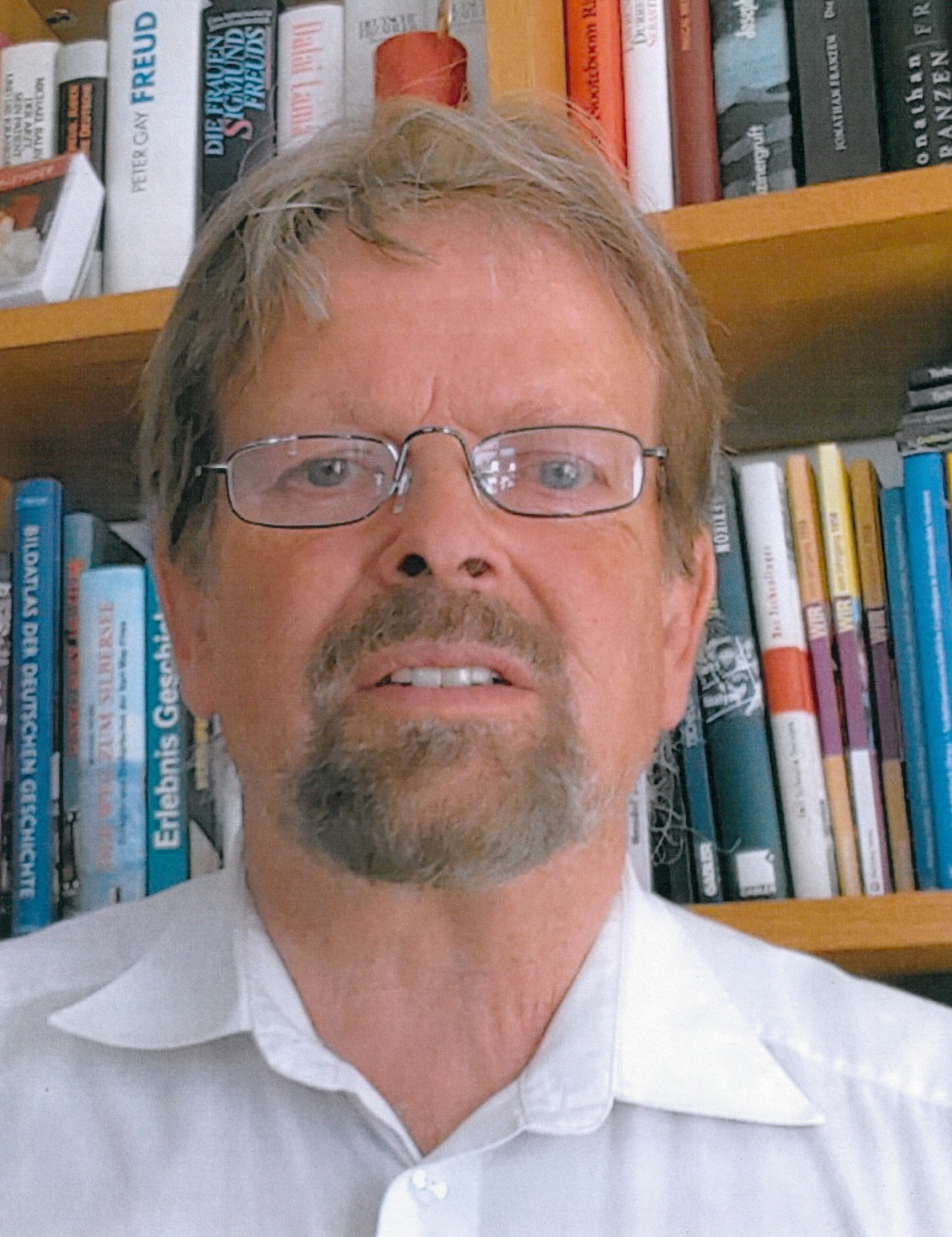
Dieter K. Tscheulin (2021)

Dieter Kurt Tscheulin (* 16. November 1958 in Lörrach) ist ein deutscher Ökonom und Universitätsprofessor für Betriebswirtschaftslehre.

## Werdegang
Dieter Tscheulin studierte von 1979 bis 1984 Volks- und Betriebswirtschaftslehre an der Justus-Liebig-Universität Gießen und der Christian-Albrechts-Universität zu Kiel. Seine Assistenzzeit führte ihn im Anschluss an die WHU Koblenz und die Leuphana Universität Lüneburg, wo er zum Dr. rer. pol. promovierte. Seine bei Sönke Albers verfasste Dissertation zum empirischen Vergleich von Conjoint-Analysen und Analytic Hierarchy Process diskutierte die unterschiedliche Eignung der beiden grundlegenden Verfahren zur Neuproduktplanung. 1990 führte ihn sein erster Ruf auf eine Junior-Professur an die belgische  Université de Namur. 1993 nahm er den Ruf an die Albert-Ludwigs-Universität Freiburg an, wo er Inhaber des  Lehrstuhls für Marketing und Gesundheitsmanagement ist.

## Forschung
Forschungsschwerpunkte seines Lehrstuhls sind diverse Facetten des Marketings, wie die Bereiche des Produkt- und Preismanagements sowie des Konsumentenverhaltens. Neben erwerbswirtschaftlichen Unternehmen gilt sein Interesse dem öffentlichen und dem Nonprofit-Sektor, z. B. im Rahmen von Vergleichen auf Gebieten wie dem Krankenhaussektor, wo alle genannten Trägerschaften anzutreffen sind.

## Veröffentlichungen (Auswahl)
- D. K. Tscheulin: Optimale Produktgestaltung: Erfolgsprognose mit Analytic Hierarchy Process und Conjoint-Analyse. Gabler, Wiesbaden 1992.
- D. K. Tscheulin, B. Helmig (Hrsg.): Branchenspezifisches Marketing. Grundlagen, Besonderheiten, Gemeinsamkeiten. Springer Fachmedien, Wiesbaden 2001.
- D. K. Tscheulin, B. Helmig (Hrsg.): Gabler Lexikon Marktforschung. Gabler, Wiesbaden 2004.
- D. K. Tscheulin, H. Schüpbach (Hrsg.): Verhaltenswissenschaftliche Grundlagen in ökonomischen Systemen. Berliner Wissenschafts-Verlag, Berlin 2009.
- D. K. Tscheulin, J. Lindenmeier, C. Gebele, K. Rohlf, J. Juric, A. Maurus: Das Öffentliche Gesundheitswesen in Deutschland. In: H. Mühlenkampf, F. Schulz-Nieswandt, M. Krajewski, L. Theuvsen (Hrsg.): Öffentliche Wirtschaft – Handbuch für Wissenschaft und Praxis. Nomos Verlagsgesellschaft, Baden-Baden 2019, S. 706–735.
- V. J. Vanberg, T. Gehrig, D. K. Tscheulin (Hrsg.): Freiburger Schule und die Zukunft der Sozialen Marktwirtschaft. Berliner Wissenschafts-Verlag, Berlin 2010.